# Scolopia braunii
Scolopia braunii es un árbol del bosque lluvioso de Australia. Nombres comunes para esta especie incluyen Palo de piedra (Flintwood), Cerezo de montaña (Mountain Cherry), Abedul pardo (Brown Birch) y Scolopia. Su hábitat son los bosques lluviosos costeros de varios tipos. El rango natural de distribución de Scolopia braunii es entre Jervis Bay (35° S) en el sur hasta la Península del Cabo York en la parte más norteña de Australia.

## Descripción
Es un árbol de talla mediana que crece hasta 25 metros de alto y 50 cm de diámetro en el tronco. El tronco está rebordeado o algo ensanchado en la base en los árboles maduros. La corteza color café/naranja tiene pequeñas irregularidades elevadas y depresiones escamosas.
Las hojas rojas de forma romboide se forman en ramillas delgadas, marcadas con lenticelas. Las hojas son alternadas, a veces dentadas, de 4 a 9 cm de largo. Flores blancas cremosas se forman en panículas de septiembre a noviembre. El fruto es una baya roja, se vuelve roja cuando está madura, mide 1 cm de diámetro y contiene de 2 a 4 semillas. El fruto madura de diciembre a abril. La germinación de la semilla es lenta y difícil. Sin embargo los esquejes han mostrado ser más exitosos.